# August Detlev Sommerkamp
August Detlef Nicolaus Sommerkamp (* 19. Februar 1891 in Borgholz, Kreis Dithmarschen; † 14. Dezember 1972 in Hamburg) spielte in den ersten dreiunddreißig Folgen der ersten deutschen Gerichtsshow Das Fernsehgericht tagt den im Volksmund Papa Gnädig genannten Richter.

## Leben
Sommerkamp trat 1933 der NSDAP bei, 1959 wurde er als Hamburger Amtsgerichtsdirektor pensioniert.
Unter dem Titel Dr. Sommerkamp rät hatte er eine Kolumne mit juristischen Ratschlägen in Das Neue Blatt.
Sommerkamp war von 1960 bis 1969 Präsident des Bundes gegen Alkohol und Drogen im Straßenverkehr, im ersten Jahr seiner Amtszeit wurde die Fachzeitschrift Blutalkohol gegründet.
August Sommerkamp verstarb 81-jährig in Hamburg und wurde auf dem dortigen Friedhof Ohlsdorf beigesetzt. Die heute verwaiste Grabstätte liegt im Planquadrat AE 7, westlich von Kapelle 8.